# تقسیم ماتریس
در رشته ریاضی جبر خطی عددی، تقسیم ماتریس (به انگلیسی: Matrix splitting) عبارتی است که یک ماتریس معین را به عنوان مجموع یا تفاوت ماتریس‌ها نشان می‌دهد. بسیاری از روش‌های تکراری (مثلاً برای سیستم‌های معادلات دیفرانسیل) به حل مستقیم معادلات ماتریسی که شامل ماتریس‌های کلی‌تر از ماتریس‌های سه‌قطری هستند، بستگی دارد. این معادلات ماتریسی اغلب می‌توانند به صورت مستقیم و کارآمد حل شوند که به صورت تقسیم ماتریس نوشته شوند. این تکنیک توسط ریچارد اس. وارگا در سال ۱۹۶۰ ابداع شد.